# 三平和司
三平 和司（みつひら かずし、1988年1月13日 - ）は、神奈川県秦野市出身のプロサッカー選手。Jリーグ・ヴァンフォーレ甲府所属。ポジションはフォワード、ミッドフィールダー。既婚。マネジメント会社はジャパン・スポーツ・マーケティング。

## 来歴

### プロ入り前
高校時代までは無名の存在であったが、練習試合でのプレーが当時の神奈川大学サッカー部監督の目に留まり神奈川大学に進学。2年次の2007年には関東大学2部リーグで荒田智之（専修大）に次ぐ18得点をマークしチームの1部昇格の原動力となった。3年次の2008年には関東1部で得点ランキング5位タイとなる10得点をマーク。更に湘南ベルマーレに特別指定選手として選手登録されると、J2リーグ戦4試合に出場し1得点をマークした。FC東京の練習に参加をするなど複数クラブから注目されたが、一番早いタイミングで獲得オファーを受けた湘南への加入を決め、2009年8月に翌シーズンからの湘南への加入内定が発表された。

### 湘南ベルマーレ・大分トリニータ
2010年に湘南ベルマーレに正式加入。3月20日の第3節・広島戦で後半19分からの交代出場でプロデビューを果たす。5月5日の第10節・神戸戦にて1点ビハインドの後半33分に、同点となるゴールを決めこれがJ1初ゴールとなった。最終的に公式戦17試合出場し3得点をマーク。
2011年、J2・大分トリニータに期限付き移籍。監督の田坂和昭によって右ウイングバックにコンバートされると、持ち味のスピードを生かし、積極的にゴール前に顔を出し5得点を記録した。2012年も「大分でやり残したことがある」という理由から期限付き移籍を延長し大分に残留。1対1での間合いを掴んだことで課題であった守備を向上させ、攻撃面ではセットプレーで相手にマークされる事が多かった中、打点の高いヘディングシュートで得点を量産し、自己最多の14得点をマーク。森島康仁と並びチーム得点王となり、大分のJ1昇格に貢献した。シーズン終了後、ファン・サポーターの投票により決定する「J2 Exciting 22」に選出された。

### 京都サンガF.C.
大分への期限付き移籍を満了し、2013年より京都サンガF.C.に完全移籍。2トップの一角や3トップの右ウイングでプレーしリーグ戦38試合に出場。J2第3節・福岡戦では後半42分からの交代出場から、同45分+1分に決勝点となるゴールを奪いチームのシーズン初勝利に貢献、第34節・富山戦では股抜きゴールを決めるなど活躍を見せた。同年、大分時代から数えて自身2年連続のJ1昇格プレーオフ出場を果たしたが、決勝戦で徳島ヴォルティスに敗れ2年連続の所属クラブのJ1昇格は果たせなかった。2014年までの2年間でリーグ戦66試合に出場し15得点をマークした。

### 大分トリニータ（第二次）
2015年、大分に完全移籍で3年振りに復帰。J3リーグに降格した翌2016年も大分に残留。故障の影響などにより総試合数の半分の15試合の出場に留まりながら、第29節・YS横浜戦、最終節・鳥取戦の2試合連続で1試合2得点を記録するなど、チーム2位の10得点を記録し一年でのJ2復帰に貢献した。
2017年は再びJ2でのプレーとなった。同シーズンは31試合に先発出場。前年の半数の5得点に留まったが、第18節・横浜FC戦の後半34分に記録したダイレクトボレーでのゴールが、海外メディア「sportkeeda」に「衝撃的なゴール」という賛辞と共に取り上げられた。
2018年は前半戦は開幕戦こそ先発出場を果たすが、その後は6試合連続で出場機会無く12試合の出場、先発は3試合に留まっていた。それでも「腐らず、人のせいにするのではなく矢印を自分に向けた」とコンディションを整えチャンスを待っていた所、第26節・岐阜戦で先発入り。「ここで結果を出さなければ今シーズンは終わる」と覚悟を持って臨んだ試合で得点しアピールをすると、以降は再び先発に定着。10月には首位を争っていた松本戦での決勝点を含む3得点をマークし、チームを勢い付かせる活躍を見せた事や後述の事柄が評価され同月の月間MVPを受賞した。シーズントータルでJ2では2012年以来となる2ケタ得点（10ゴール）を達成。ゴールを決めた試合では8戦全勝を記録するなど大分の3度目のJ1昇格に貢献した。
自身ルーキーイヤー以来のJ1でのプレーとなった2019年は前半戦は出場機会に恵まれなかったが、藤本憲明が移籍した後半戦に出場機会を増やし公式戦24試合に出場。J1第26節・湘南戦 - J1第28節・名古屋戦にかけて3試合連続ゴールを記録するなど計7得点を記録した。
2020年を以て契約満了により大分を退団。

### ヴァンフォーレ甲府
2021年、ヴァンフォーレ甲府へ加入。2022年の天皇杯準々決勝のJ1・アビスパ福岡戦で、先制点を決めてクラブ史上初の準決勝進出に貢献。その後チームは準決勝も勝ち上がり、迎えた決勝のJ1・サンフレッチェ広島戦ではコーナーキックからのトリックプレーにフィニッシャーとして絡み、先制ゴールを記録。天皇杯出場4試合で4ゴールの活躍を見せ、クラブ史上初の天皇杯優勝および国内三大タイトル獲得に大きく貢献した。

## 人物・エピソード
明るい性格で、その場の雰囲気を明るくすることに長けたムードメーカー。2018年10月の月間MVPの授賞理由の一つとしても、ピッチ内外でムードメーカーとなった事が挙げられている。
京都時代の2013年に監督として指導を受けた大木武については「前の自分はとりあえず走ることしか考えていなかった。動き方だったり、どこに動くのかだったり。そうやって考えてプレーするようになったのは大木さんに出会ってから」「本当に大木さんのおかげで、いまの自分がある」とインタビューで語っている。
釣りを趣味としている。大分在籍時代（第1次）には、当時の在籍選手数人とお金を出し合いバス釣り用のボートを購入し、大分の選手寮に寄贈した事がある。
2017年9月7日に一般女性と入籍。
甲府に加入してすぐのチーム練習では、監督の伊藤彰に「ウェリ(フィジカルコーチのウェイリントンの愛称)」と話しかけてしまう場面があった。本人曰く、視力は悪いがコンタクトレンズはつけていないという。
シーズン2桁得点を記録した年(2012、2016、2018、2022)すべてで所属クラブが快挙を達成しており、大分では3度の昇格、甲府では天皇杯優勝を成し遂げている。

## 所属クラブ
- 大根SC
- 2000年 - 2002年 ヴェルディSS相模原（秦野市立大根中学校）
- 2003年 - 2005年 神奈川県立秦野南が丘高等学校
- 2006年 - 2009年 神奈川大学
  - 2008年 - 2009年 湘南ベルマーレ (特別指定選手)
- 2010年 - 2012年 湘南ベルマーレ
  - 2011年 - 2012年 大分トリニータ (期限付き移籍)
- 2013年 - 2014年 京都サンガF.C.
- 2015年 - 2020年 大分トリニータ
- 2021年 - ヴァンフォーレ甲府

## 個人成績
| 国内大会個人成績 | 国内大会個人成績 | 国内大会個人成績 | 国内大会個人成績 | 国内大会個人成績 | 国内大会個人成績 | 国内大会個人成績 | 国内大会個人成績 | 国内大会個人成績 | 国内大会個人成績 | 国内大会個人成績 | 国内大会個人成績 |
| 年度             | クラブ           | 背番号           | リーグ           | リーグ戦         | リーグ戦         | リーグ杯         | リーグ杯         | オープン杯       | オープン杯       | 期間通算         | 期間通算         |
| 年度             | クラブ           | 背番号           | リーグ           | 出場             | 得点             | 出場             | 得点             | 出場             | 得点             | 出場             | 得点             |
| 日本             | 日本             | 日本             | 日本             | リーグ戦         | リーグ戦         | リーグ杯         | リーグ杯         | 天皇杯           | 天皇杯           | 期間通算         | 期間通算         |
| ---------------- | ---------------- | ---------------- | ---------------- | ---------------- | ---------------- | ---------------- | ---------------- | ---------------- | ---------------- | ---------------- | ---------------- |
| 2006             | 神奈川大         | 11               | -                | -                | -                | -                | -                | 1                | 0                | 1                | 0                |
| 2008             | 湘南             | 36               | J2               | 4                | 1                | -                | -                | 0                | 0                | 4                | 1                |
| 2010             | 湘南             | 36               | J1               | 9                | 1                | 6                | 1                | 2                | 1                | 17               | 3                |
| 2011             | 大分             | 9                | J2               | 23               | 5                | -                | -                | 1                | 0                | 24               | 5                |
| 2012             | 大分             | 9                | J2               | 39               | 14               | -                | -                | 0                | 0                | 39               | 14               |
| 2013             | 京都             | 9                | J2               | 38               | 7                | -                | -                | 2                | 2                | 40               | 9                |
| 2014             | 京都             | 9                | J2               | 28               | 8                | -                | -                | 1                | 0                | 29               | 8                |
| 2015             | 大分             | 27               | J2               | 30               | 4                | -                | -                | 1                | 0                | 31               | 4                |
| 2016             | 大分             | 27               | J3               | 15               | 10               | -                | -                | 0                | 0                | 15               | 10               |
| 2017             | 大分             | 27               | J2               | 33               | 5                | -                | -                | 0                | 0                | 33               | 5                |
| 2018             | 大分             | 27               | J2               | 30               | 10               | -                | -                | 0                | 0                | 30               | 10               |
| 2019             | 大分             | 27               | J1               | 17               | 4                | 4                | 1                | 3                | 2                | 24               | 7                |
| 2020             | 大分             | 27               | J1               | 18               | 3                | 2                | 0                | -                | -                | 20               | 3                |
| 2021             | 甲府             | 9                | J2               | 25               | 3                | -                | -                | 1                | 0                | 26               | 3                |
| 2022             | 甲府             | 9                | J2               | 33               | 7                | -                | -                | 4                | 4                | 37               | 11               |
| 2023             | 甲府             | 9                | J2               | 39               | 9                | -                | -                | 2                | 0                | 41               | 9                |
| 2024             | 甲府             | 9                | J2               | 27               | 6                | 1                | 0                | 1                | 0                | 29               | 6                |
| 2025             | 甲府             | 9                | J2               |                  |                  |                  |                  |                  |                  |                  |                  |
| 通算             | 日本             | 日本             | J1               | 44               | 8                | 12               | 2                | 5                | 3                | 61               | 13               |
| 通算             | 日本             | 日本             | J2               | \|349            | 79               | 1                | 0                | 13               | 6                | 363              | 85               |
| 通算             | 日本             | 日本             | J3               | 15               | 10               | -                | -                | 0                | 0                | 15               | 10               |
| 通算             | 日本             | 日本             | 他               | -                | -                | -                | -                | 1                | 0                | 1                | 0                |
| 総通算           | 総通算           | 総通算           | 総通算           | 408              | 97               | 13               | 2                | 19               | 9                | 440              | 108              |

- 2008年、2009年は特別指定選手として登録（2009年は試合出場無しの為省略）

| 国際大会個人成績 | 国際大会個人成績 | 国際大会個人成績 | 国際大会個人成績 | 国際大会個人成績 |
| 年度             | クラブ           | 背番号           | 出場             | 得点             |
| AFC              | AFC              | AFC              | ACL              | ACL              |
| ---------------- | ---------------- | ---------------- | ---------------- | ---------------- |
| 2023-24          | 甲府             | 9                | 6                | 1                |
| 通算             | AFC              | AFC              | 6                | 1                |

その他公式戦
- 2012年
  - J1昇格プレーオフ 2試合0得点
- 2013年
  - J1昇格プレーオフ 2試合0得点
- 2015年
  - J2・J3入れ替え戦 1試合0得点
- 2023年
  - スーパーカップ 1試合0得点

- Jリーグ初出場 - 2008年6月8日 J2第18節 サンフレッチェ広島戦（広島ビ）
- Jリーグ初得点 - 2008年7月27日 J2第28節 ロアッソ熊本戦（平塚）

## タイトル

### クラブ
大分トリニータ
- J3リーグ：1回（2016年）

ヴァンフォーレ甲府
- 天皇杯 ：1回（2022年）

### 個人
- J2 Exciting 22：1回（2012年）
- J2 月間MVP：1回（2018年10月）

## 代表・選抜歴
- ユニバーシアード日本代表
  - ユニバーシアード（2009年）
- 関東選抜A
  - デンソーカップサッカー（2009年）